# Day 1 (2022)
Day 1 (2022) — премиальное живое шоу производства американского рестлинг-промоушна WWE. Шоу прошло 1 января 2022 года на арене «Стэйт Фарм-арена» в Атланте, Джорджия, США. Шоу транслировалось по системе pay-per-view (PPV) по всему миру и доступно для трансляции через Peacock в США и WWE Network на международном рынке. Это первое PPV-шоу, которое состоялось в день Нового года.
На шоу было проведено семь матчей, в том числе один на предварительном шоу. В главном событии Брок Леснар победил Сета «Фрикин» Роллинса, Кевина Оуэнса, Бобби Лэшли и защищающего титул чемпиона WWE Биг И в пятистороннем матче.

## Организация

### Предыстория Day 1
23 июля 2021 года было объявлено, что впервые премиум-шоу WWE пройдет 1 января. До того PPV/Премиум-шоу в первый день года не проводилось никогда, а съемки телевизионных шоу для прямого эфира проводились буквально считаное количество раз. 24 августа было объявлено, что это шоу будет называться Day 1. В декабре появились слухи, что в WWE рассматривают вариант и в будущем проводить шоу 1 января.

### Предыстория шоу в Атланте
Evolution станет первым премиум-шоу основного ростера WWE в Атланте с осени 2024 года. С 2002 года в Атланте были организованы девять PPV/Премиум-шоу WWE, среди которых: WrestleMania XXVII в 2011 году, а также Royal Rumble 2002 и 2010, Armageddon (2004), Backlash (2007), Hell in a Cell (2012), Survivor Series (2015), Day 1 и Bad Blood (2024).
Атланта — город с одними из богатейших традиций в рестлинге. В нем проводились значимые шоу, работали значимые промоушны, отсюда родом известные рестлеры. Большая история рестлинга в Атланте началась в 1944 году, когда там был основан промоушн Georgia Championship Wrestling, который затем проработал вплоть до середины 80х, а ТВ-шоу организации собирали огромные аудитории и в залах, и у экранов в 70е и 80е. Субботние ТВ-шоу GCW на телеканале TBS позволили многим рестлерам получить популярность, и собирали самых больших звезд со всего континента.
В 1966 году в Атланте была открыта студия/концертный коплекс Center Stage, где вплоть до 2020х снимаются и проводятся шоу различных промоушнов. Именно там снимали ТВ-выпуски GCW, а позже и WCW. В 1972 году был открыт «Колизей Omni», в котором проводились крупные шоу GCW, а также NWA и позже WCW. Четырежды в Колизее организовывали шоу Starrcade — главное шоу в году для NWA, а позже для WCW. В 1997 году была открыта крупная крытая арена, поначалу называвшаяся «Филипс Арена», позже переименованная в «Стэйт Фарм Арену». На этой арене проводились многие ТВ-шоу WCW и WWE вплоть до 2020х годов. В 1992 году был открыт футбольный стадион «Джорджия Доум», где с 1998 по 2001 несколько раз проводили ТВ-шоу RAW и Nitro, а в 2011 году там была проведена WrestleMania XXVII.
В 90е Атланта стала домашним городом для промоушна World Championship Wrestling. Там снимались выпуски телевизионных шоу вплоть до конца жизни промоушна. В этом же городе находилась штаб-квартира организации — в здании CNN. В 2000е в Атланте работала подготовительная площадка WWE Deep South Wrestling.
В Атланте и пригородах родились многие известные рестлеры, например, Коди Роудс, Брон Брейккер. В этом городе или поблизости в силу удобного климата и прошлой работы в WCW проживают многие ветераны, например, Билл Голдберг, Братья Скотт Штайнер и Рик Штайнеры, Рон Симмонс, Арн Андерсон и многие другие.

## Результаты
| #                                                             | Матч                                                                                       | Тип матча                                                 | Время |
| ------------------------------------------------------------- | ------------------------------------------------------------------------------------------ | --------------------------------------------------------- | ----- |
| 1П                                                            | Шимус и Ридж Холланд победили Сезаро и Рикошета                                            | Командный матч                                            | 9:45  |
| 2                                                             | «Братья Усо» (Джей Усо и Джимми Усо) (c) победили «Новый день» (Кофи Кингстон и Кинг Вудс) | Командный матч за титул командных чемпионов WWE SmackDown | 17:05 |
| 3                                                             | Дрю Макинтайр победил Мэдкэпа Мосса (с Хэппи Корбином)                                     | Одиночный матч                                            | 9:45  |
| 4                                                             | RK-Bro (Рэнди Ортон и Риддл) (c) победили «Уличную наживу» (Анджело Доукинс и Монтез Форд) | Командный матч за титул командных чемпионов WWE Raw       | 11:15 |
| 5                                                             | Эдж победил Миза (с Марис)                                                                 | Одиночный матч                                            | 20:00 |
| 6                                                             | Бекки Линч (c) победила Лив Морган                                                         | Одиночный матч за титул чемпиона WWE Raw среди женщин     | 17:00 |
| 7                                                             | Брок Леснар победил Биг И (c), Сета Роллинса, Кевина Оуэнса и Бобби Лэшли (с MVP)          | Пятисторонний матч за титул чемпиона WWE                  | 8:18  |
| П — матч на предварительном шоу (c) — чемпион на начало матча |                                                                                            |                                                           |       |